# Atempa, Soledad Atzompa
Atempa är en ort i Mexiko.   Den ligger i kommunen Soledad Atzompa och delstaten Veracruz, i den sydöstra delen av landet, 220 km öster om huvudstaden Mexico City. Atempa ligger 2 378 meter över havet och antalet invånare är 339.
Terrängen runt Atempa är kuperad åt sydost, men åt nordväst är den bergig. Terrängen runt Atempa sluttar norrut. Runt Atempa är det ganska tätbefolkat, med 120 invånare per kvadratkilometer. Närmaste större samhälle är Orizaba, 19,5 km norr om Atempa. I omgivningarna runt Atempa växer i huvudsak blandskog.